# Comuna Borozenske, Velîka Oleksandrivka
Borozenske (în ucraineană Борозенське) este o comună în raionul Velîka Oleksandrivka, regiunea Herson, Ucraina, formată din satele Borozenske (reședința), Kucerske, Peatîhatkî și Sadok.

## Demografie
Componența lingvistică a comunei Borozenske
     Ucraineană (93,98%)
     Rusă (4,26%)
     Alte limbi (0,73%)
Conform recensământului din 2001, majoritatea populației comunei Borozenske era vorbitoare de ucraineană (93,98%), existând în minoritate și vorbitori de rusă (4,26%).